# Анна Дельменгорстська
Анна Дельменгорстська (нім. Anna von Delmenhorst), також Анна Ольденбурзька (нім. Anna von Oldenburg) та Анна Ольденбург-Дельменгорстська (нім. Anna von Oldenburg und Delmenhorst), ( 28 березня 1605 —  12 грудня 1668) — графиня Дельменгорстська з Ольденбурзької династії, донька графа Дельменгорсту Антона II та брауншвейзької принцеси Сибілли Єлизавети, дружина герцога Шлезвіг-Гольштейн-Зондербургу Ганса Крістіана.

## Біографія
Народилась 28 березня 1605 року у Дельменгорсті. Була четвертою дитиною та третьою донькою в родині графа Дельменгорсту Антона II та його дружини Сибілли Єлизавети Брауншвейг-Данненберзької. Мала старшого брата 
Антона Генріха та сестер Софію Урсулу й Катерину Єлизавету. Згодом сімейство поповнилося сімома молодшими дітьми.
Втратила батька у віці 14 років. Матір більше не одружувался, здійснюючи регентство при малолітніх синах. Від 1633 року брат Крістіан правив самостійно.
У віці 29 років стала дружиною 27-річного герцога Шлезвіг-Гольштейн-Зондербургу Ганса Крістіана. Весілля відбулося 4 листопада 1634. У подружжя з'явилося четверо дітей.

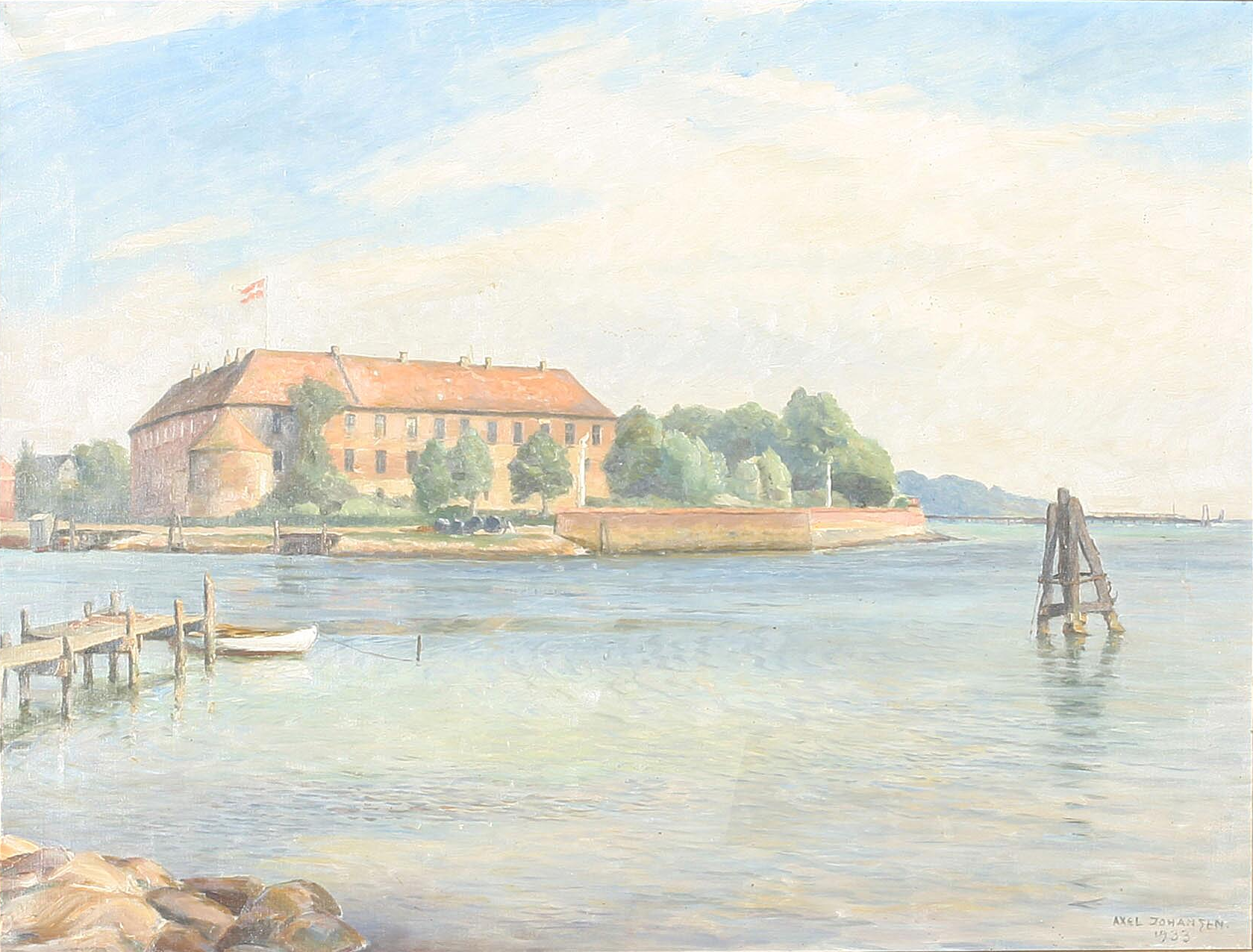
Зондербурзький замок

Ганс Крістіан помер у червні 1653 року, залишивши герцогство у великих боргах. Анна надалі правила як опікунка сина, фінансове становище земель продовжувало погіршуватись. У листопаді 1663 року Крістіан Адольф перебрав на себе повноваження правителя, однак вже у 1667 році герцогство було оголошене банкрутом і повернулося до данської корони. Удовиною резиденцією Анна слугував маєток Гаммельгаард у парафії Кеттінг, однак 1667 року він також відійшов короні.
Дата смерті Анни різниться від 12 грудня 1668 року до 12 грудня 1688 року. Місцем смерті вказується Веймар, де мешкала її молодша донька, або маєток Гаммельгаард. Похована герцогиня у могильній каплиці Зондербурзького замку, у капличці герцога Александра, поруч із чоловіком.

## Родина
Чоловік — Ганс Крістіан
Діти:
- Доротея Августа (1636—1662) — дружина ландграфа Гессен-Ітеру Георга III, дітей не мала;
- Крістіна Єлизавета (1638—1679) — дружина герцога Саксен-Веймару Йоганна Ернста II, мала п'ятеро дітей;
- Ганс Фредерік (1639—1649) — прожив дев'ять років;
- Крістіан Адольф (1641—1702) — герцог Шлезвіг-Гольштейн-Зондербургу у 1653—1667 роках, був одружений з Елеонорою Шарлоттою Саксен-Лауенбурзькою, мав трьох синів.